# Feldbahn von Kaiping
| Feldbahn-Brücke bei der Belastungsprobe bei Kaping |                     |                               |                               |
| Streckenlänge: | 5 km                |                               |                               |
| Spurweite: | 600 mm (Schmalspur) |                               |                               |
| Maximale Neigung: | 55 ‰                |                               |                               |
| |                     |                               |                               |
| \| \| \| normalspurige Kaiping Tramway \| \| \| \| 0 \| Kaiping (Tangshan) \| Kaiping (Tangshan) \| \| \| \| \| \| \| \| 5 \| Militärlager \| Militärlager \| |                     |                               |                               |
| Bahnhof quer |                     | normalspurige Kaiping Tramway | normalspurige Kaiping Tramway |
| Kopfbahnhof Streckenanfang (Strecke außer Betrieb) | 0                   | Kaiping (Tangshan)            | Kaiping (Tangshan)            |
| Strecke (außer Betrieb) |                     |                               |                               |
| Kopfbahnhof Streckenende (Strecke außer Betrieb) | 5                   | Militärlager                  | Militärlager                  |

Die Feldbahn von Kaiping war eine 5 km lange Feldbahn mit einer Spurweite von 600 mm bei Kaiping (Tangshan) in China.

## Geschichte und Streckenverlauf
Die von deutschen Streitkräften verlegte Feldbahn verband den Bahnhof Kaiping der normalspurigen Kaiping Tramway mit einem 5 km entfernten Militärlager. Auf der Strecke kamen Steigungen bis 1:18 (5,5 %) vor. Beim Bau waren umfangreiche Erdarbeiten und Felssprengungen nötig. Besondere Sorgfalt erforderte der Schutz der Bahnanlagen gegen Regengüsse. Der Oberbau und die Betriebsmittel mussten aus Shanghai herangeschafft und beim Transport zerlegt werden. Sie wurde am 21. Oktober 1901 in Betrieb genommen, um ein Infanterie-Bataillon zu versorgen.

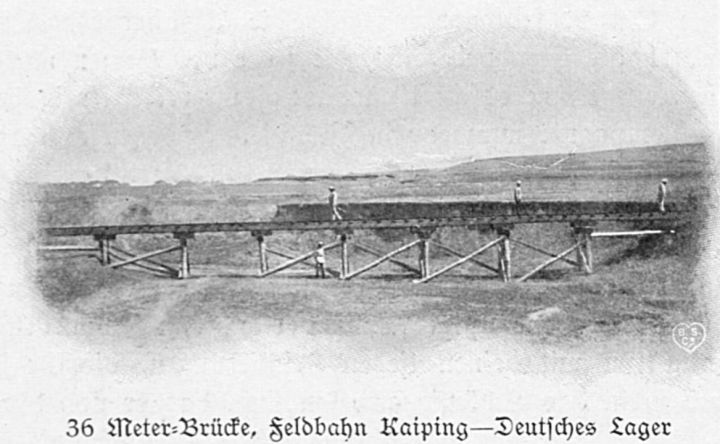
36-Meter-Brücke, Feldbahn Kaiping–Deutsches Lager
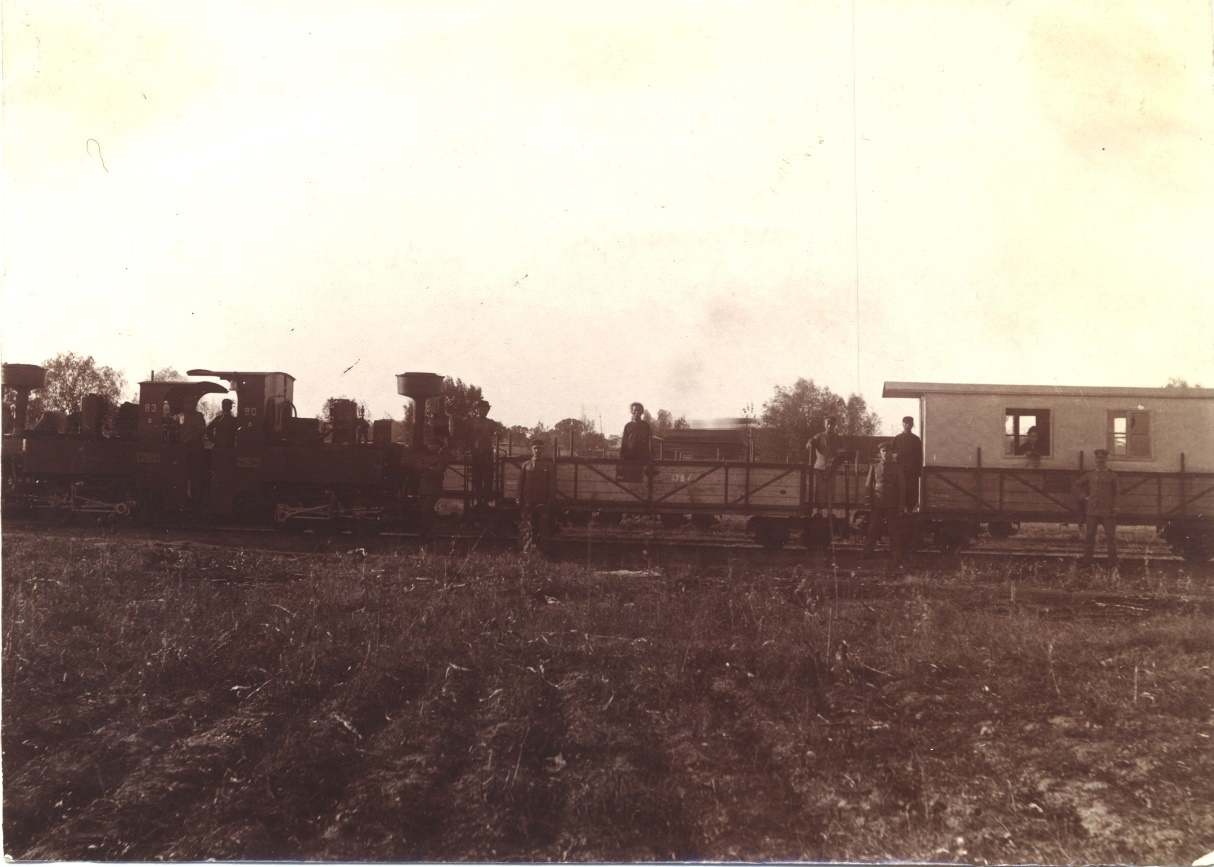
Zwillinge 80A und 83B (Henschel-Werks-Nr. 3947 und 3954 von 1894)